# Pálmarózsaolaj
A pálmarózsaolaj (Palmarosae aetheroleum) a pálmarózsa (Cymbopogon martinii var. motia Syn:Andropogon martinii var. martinii) illóolaja.

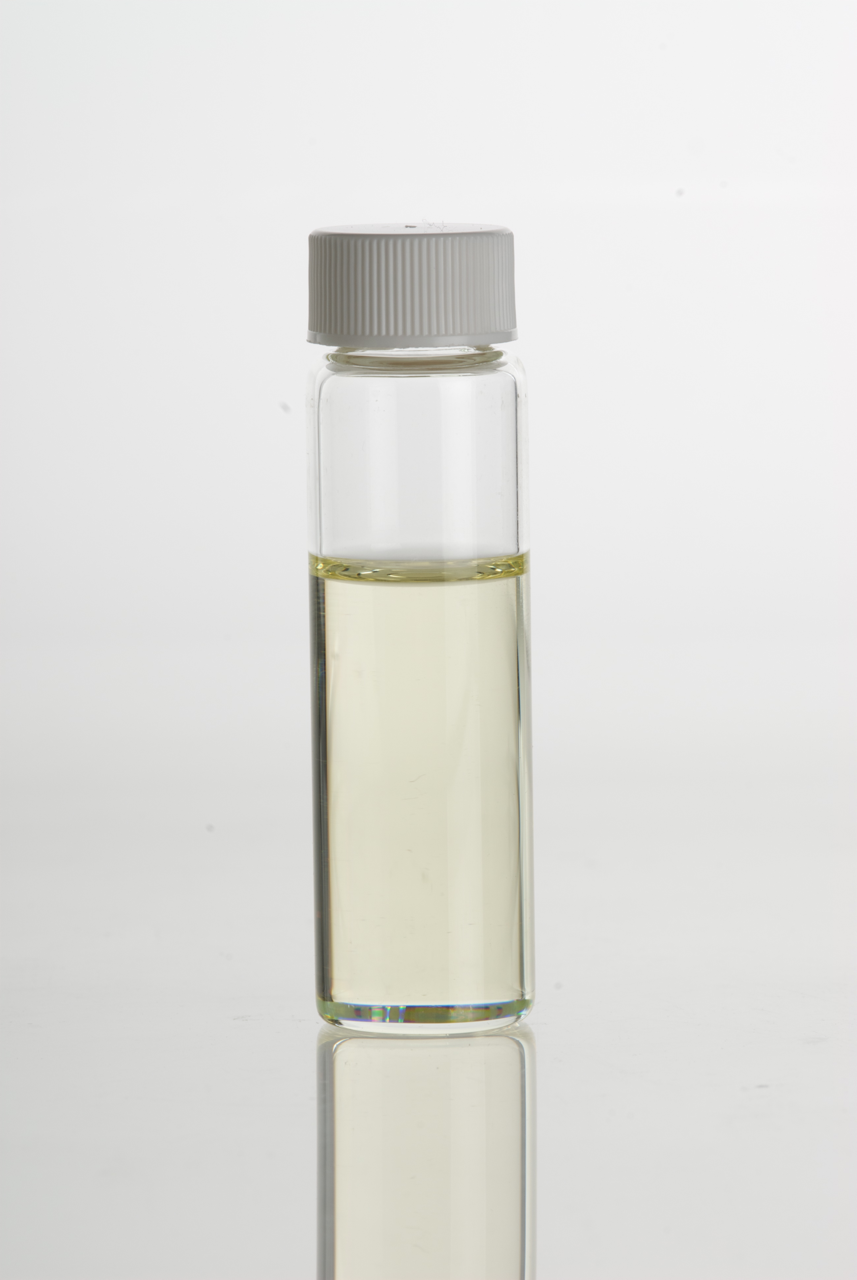

## Hatásai
Feszültség- és stresszoldó hatása van, de oldja a görcsöket is. Csökkenti a vérnyomást és csillapítja a fejfájást. Fertőtlenítő és lázcsillapító.

## Használata
Lazít és nyugtat, kiegyensúlyoz. Párologtatva oldja az idegességet, nyugtatja a kedélyt, és felüdít. Masszázsolajként izomfeszültség csillapítására alkalmas. Gyakran alkotórésze kozmetikai szereknek is.